# Operace Menai Bridge

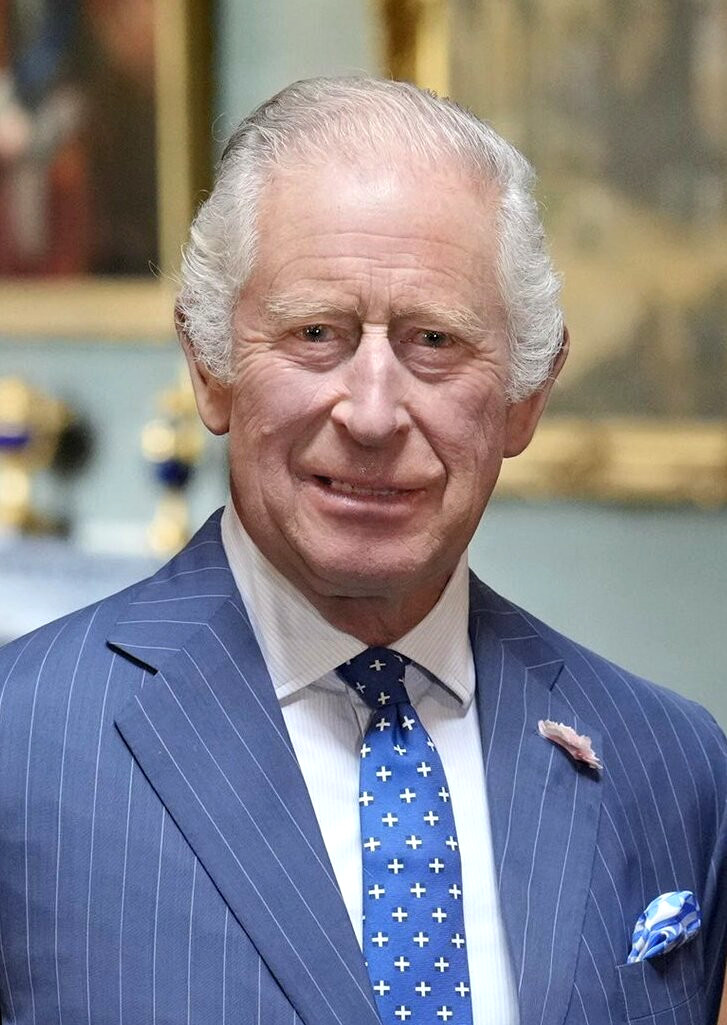
Karel III. Britský v červenci 2023

Operace Menai Bridge je krycí název pro plány související s úmrtím britského krále Karla III. Název odkazuje na stejnojmenný visutý most ve Walesu. Plán zahrnuje oznámení jeho smrti, období oficiálního smutku a podrobnosti o jeho státním pohřbu. Plánování králova pohřbu začalo téměř okamžitě po Karlově nástupu na trůn po smrti jeho matky a předchůdkyně, královny Alžběty II.

## Pozadí
Když zemřel král Jiří VI., bylo to oznámeno frází „Hyde Park Corner“, aby se operátoři ústředny Buckinghamského paláce nedozvěděli zprávu příliš brzy. V případě královny Alžběty, královny matky, byla po její smrti spuštěna operace Tay Bridge. V případě úmrtí prince Philipa, vévody z Edinburghu, zněl kódový název Operace Forth Bridge a pro královnu Alžbětu II. bylo kódové slovo „London Bridge is down“ (Londýnský most padl). Protože Alžběta II. zemřela na zámku Balmoral ve Skotsku, byla po její smrti uvedena v platnost operace Unicorn (Skotsko).

## V kultuře
Krátká narážka na operaci Menai Bridge se objevila v devátém dílu čtvrté série seriálu Koruna, nazvaném Avalanche.